# Zespół Rutherfurd
Zespół Rutherfurd (ang. Rutherfurd syndrome) – rzadki zespół wad wrodzonych, występujący rodzinnie. Znany jest z opisu Margaret Rutherfurd z 1931 roku. Na fenotyp schorzenia składały się dystrofia rogówki, zmętnienie rogówki i przerost dziąseł. Rodzina opisana w 1931 roku została ponownie przebadana w 1966.